# Karl Stöber (Schriftsteller)

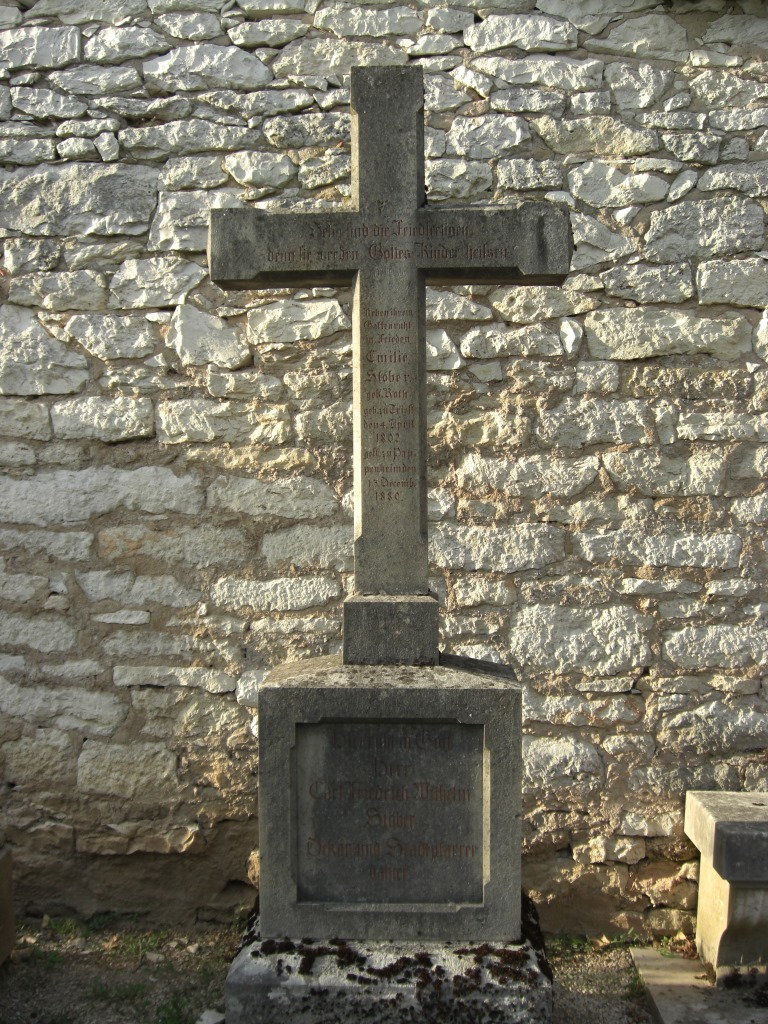
Grab von Karl Stöber auf dem Friedhof in Pappenheim

Friedrich Wilhelm Karl Stöber (* 30. November 1796 in Pappenheim; † 6. Januar 1865 ebenda) war ein deutscher Schriftsteller und evangelisch-lutherischer Geistlicher. Er gehört mit Sophie Hoechstetter zu den beiden großen Schriftstellern Pappenheims. Sein Sohn war der Schriftsteller Wilhelm Stöber.

## Leben
Karl Stöber wurde 1796 als Sohn eines Apothekers im mittelfränkischen Pappenheim im Treuchtlinger Haus (Deisingerstraße 14) geboren. Er besuchte ab 1811 das Gymnasium in Ansbach. Von 1814 bis 1818 absolvierte er ein Studium der Theologie in Erlangen. Während seines Studiums war er zunächst Renonce der Landsmannschaft der Ansbacher und wurde dann Mitgründer der Burschenschaft der Bubenreuther. Im Jahre 1818 war er als Hauslehrer der Grafen von Pappenheim tätig. 1819 wurde er Subrektor und Pfarradjunkt in Pappenheim, 1834 zweiter Pfarrer in Weißenburg und 1842 erster Pfarrer und Dekan in Pappenheim. Er verfasste mehrere kleinere Erzählungen, die zwischen 1841 und 1843 in drei Bänden erschienen. Seine Werke befassten sich mit praktischem Christentum und lutherischer Frömmigkeit. Er widmete sich zudem der Heimatdichtung. Stöber verstarb 1865 in seiner Heimatstadt im Alter von 68 Jahren.